# سلطنة ديماك
كانت دولة سلطنة ديماك الجاوية دولة إسلامية تقع على الساحل الشمالي لجاوة في إندونيسيا في موقع المدينة الحالية ديماك. يعتقد أن مرفأ إقطاعية مملكة ماجاباهيت قد تأسس في الربع الأخير من القرن الخامس عشر، وقد تأثر بالإسلام الذي جلبه التجار العرب وتجار ولاية غوجارات. كانت السلطنة أول ولاية مسلمة في جاوة، وقد هيمنت على معظم الساحل الشمالي لجزيرة جاوة وجنوب سومطرة
وعلى الرغم من قصر فترة وجودها، فقد لعبت السلطنة دورًا مهمًا في إقامة الإسلام في إندونيسيا، خصوصًا في جاوا والمنطقة المجاورة.

## الأصول

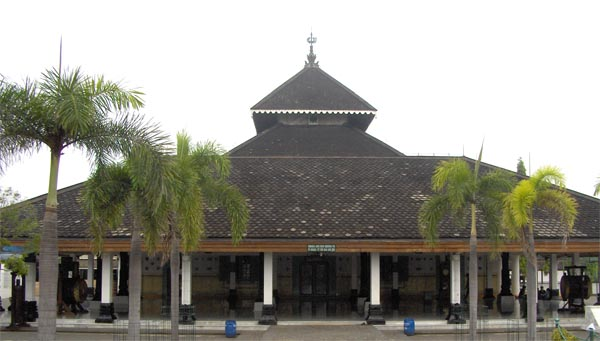
مسجد ديماك الكبير، من أقدم المساجد في إندونيسيا، وسط بلدة ديماك، وسط جاوة. تم بنائه أثناء حكم رادن فتاح، وهو أول حكام سلطنة دماك،

استناداً إلى باباد تانا جاوي تأسست في الربع الأخير من القرن الخامس عشر على يد رادين باتاه (من الاسم العربي: «فتاح» ويسمى أيضاً «بات رودان» في الوثائق البرتغالية، أو رادين باغوس كاسان (حسن) أو «جين بان» (اللقب الصيني)). هو ابن ملك ماجباهيت براويجايا الخامس من أم صينية اسمها سيو بان سي.
قاد ابن رادين باتاه، أو ربما شقيقه، ريادة ديماك لفترة وجيزة في جاوة. كان يعرف باسم ترينجانا، وتقول القصص الشعبية الجاوية اللاحقة أنه أعطى لنفسه لقب سلطان. يبدو أن ترينجانا كان بها ملكين من بينهما أخيه غير الشقيق، يونس من جيبارا الذي احتل العرش.
قبل ظهور ديماك، كان شمال ساحل جاوا مكانًا لكثير من المجتمعات المسلمة، لكل من التجار الأجانب والجاويين. اكتسبت عملية الأسلمة الزخم نتيجة لتراجع سلطة ماجاباهيت. بعد سقوط العاصمة ماجاباهيت في يد الغاصب من كيديري، أعلن رادين باتاه استقلال ديماك عن إقطاعية ماجاباهيت، الأمر نفسه الذي قامت به جميع الموانئ الجاوية في الشمال تقريبًا
كانت ديماك مرفأ مشغولاً متصلًا تجاريًا بمالوكا وجزر التوابل. تقع السلطنة بنهاية القناة التي تفصل جاوة وجزيرة موريا (القناة ممتلئة الآن وانضمت موريا إلى جاوا). في القرن الخامس عشر حتى القرن الثامن عشر، كانت القناة واسعة بما فيه الكفاية وكانت عبارة عن ممر مائي هام للسفن التي تسافر على طول الساحل الشمالي الجاوي جزر التوابل. وفي القناة يقع أيضًا نهر سيرانج، مما مكن الوصول إلى إنتاج الأرز بداخل جزيرة جاوا. مكن هذا الموقع الإستراتيجي لديماك أن تزدهر كمركز تجاري رائد في جاوا.
وفقًا لتومي بيريس، كان بديماك عدد أكبر من السكان من أي مرفأ في سوندا أو جاوة. كانت سلطنة ديماك المصدر الرئيسي لالأرز لملقا. ومع ازدهار ملقا، ازدهرت أيضًا ديماك. عززت ديماك تفوقها كذلك مع المطالبة بانتقال الملكية المباشر لرادين باتاه إلى ملكية ماجاباهيت وعلاقاته ومصاهرته مع دول المدن المجاورة.

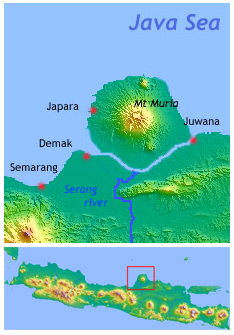
ديماك والموانئ القريبة. مع الساحل القريب عندما كانت موريا وجاوا لا تزال متفرقة.

## حكام ديماك

### رادين فتاح
يعزى تأسيس سلطنة ديماك عادة إلى رادين فتاح (1475-1518)، ويرتبط نبل الجاوية بملكية ماجاباهيت. وقد ذكر مصدر واحد على الأقل أنه ابن براويجايا الخامس ملك ماجاباهيت (1468-1478). تمكنت سلطنة ديماك من تعزيز قوتها لهزيمة داها عام 1527 لأنه أكثر قبولاً على أنه الوريث الشرعي للماجاباهيت. سبب هذا القبول هو أن رادين فتاح كان سليلاً مباشرًا لكيرتابهومي الذي نجا من غزو جيريندراواردانا من ترولان عام 1478.
توضح السجلات الصينية في معبد سمارانغ أن رادين فتاح أسس بلدة ديماك في منطقة الأهوار في الشمال من سمارانغ. بعد انهيار ماجاباهيت، تفرقت مختلف المدن التابعة والخدم بما في ذلك مدن شمال ميناء الجاوية مثل ديماك.
تعتمد الدولة الجديدة في إيراداتها على تجارة: استيراد التوابل وتصدير الأرز إلى ملقا وجزر مالوكو. وقد نجح في الهيمنة على غيرها من الموانئ التجارية الجاوية في الساحل الشمالي لجزيرة جاوة مثل سمارانغ وجيبارا وتوبان وجريسيك.
وفسر بيريس تومي تفوق رادين باتاه بقوله: "... يجب على دي البوكيرك صنع السلام مع ملك ديماك، وسوف يضطر كل سكان جاوا تقريبًا لصنع السلام معه... ومثّل أمير ديماك كل سكان جاوا”.
وبصرف النظر عن المدن الجاوية، حصل رادين فتاح أيضًا على إقطاعية من موانئ جمبي وفلمبان في شرق سومطرة، والتي أنتجت من السلع مثل خشب الألبوه والذهب. وتستمد معظم قوتها من التجارة والسيطرة على المدن الساحلية، ويمكن اعتبار ديماك مملكة ساحلية.

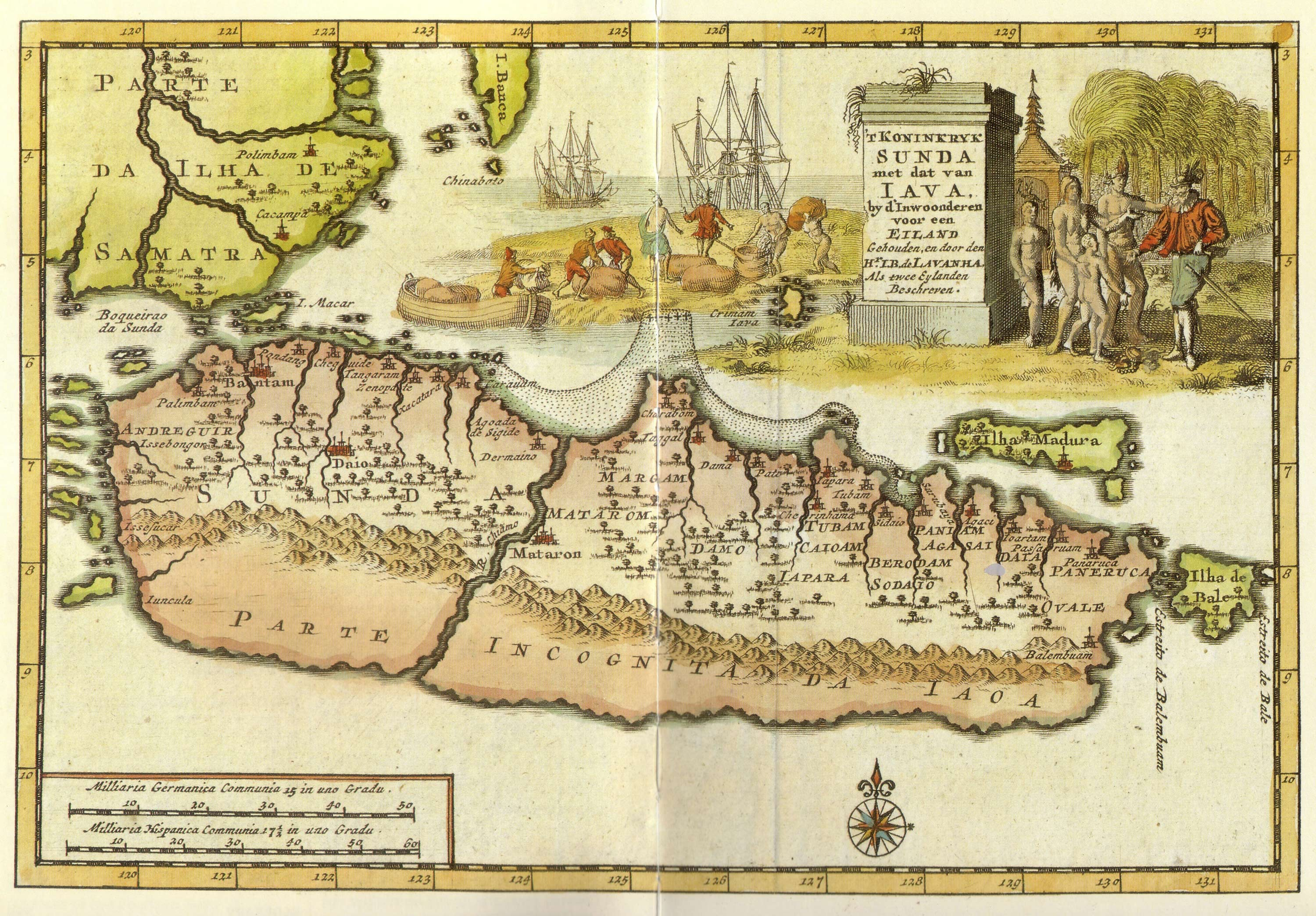
خريطة لجزيرة جاوة في أوائل القرن الثامن عشر. لاحظ أن الموانئ التجارية الرئيسية فقط على الساحل الشمالي كانت معروفة في أوروبا. من الغرب إلى الشرق: * باتنام (بانتين) * شاتارا (جاياكارتا) * شيريبوم (سيريبون) * تاجال (تيجال) * دامو (ديماك) * إيابارا (إيابارا) * توبام (توبان) * سودايو (سيدايو، الآن بالقرب من جريسيك) * سوروبايا (سوروبايا)

### باتي أونوس
ورث العرش من بعد رادين باتاه أخيه غير الشقيق باتي أنوس أو أديباتي يونس (1518-1521). قبل ذلك كان حاكمًا لجيبارا وهي ولاية تابعة لشمال ديماك. وهو معروف بأنه حاول مرتين عامي 1511 و1521 الاستيلاء على ميناء ملقا من الحكم البرتغالي.
في سوما الشرقية يشير تومي بيريس إليه باعتباره “Pate Onus” أو “Pate Unus”، الأخ غير شقيق لـ “Pate Rodim” (رادين باتاه)، حاكم ديماك. وقد تمكن أثناء الغزوات من حشد السفن من المدن الساحلية الجاوية إلى شبه جزيرة الملايو. تحولت الموانئ الجاوية لمعارضة البرتغاليين لعدة أسباب أهمها إصرار البرتغاليون على احتكار تجارة التوابل. وتشكل أسطول الغزو من نحو ألف سفينة، ولكن تصدى له البرتغاليون. وقد أثبت تدمير هذه القوات البحرية على الموانئ الجاوية، على الرغم من تعافيها بعض الشيء، عدم قدرتها على الاستجابة بشكل صحيح عندما هاجمتها القوة الاستعمارية التالية الهولندية.
باءت هذه المحاولة بالفشل ومات الملك. وذكر فيما بعد بأنه بانجيران سابرانج لور أو الأمير الذي عبر (بحر جاوا) إلى الشمال (شبه جزيرة الملايو).

### سلطان ترينجانا
بعد وفاة باتى أونوس، تم التنافس على العرش بين إخوته؛ رادين كيكين ورادين ترينجانا. وفقًا للتراث، قام سونان براوتو، نجل الأمير ترينجانا بسرقة كيريس سيتان كوبر، قوة سحرية كريس من سونان كودوس واستخدموها لاغتيال عمه رادين كيكين بجوار النهر، ومنذ ذلك الحين يشار إلى رادين كيكين على أنه سيكار سيدا ليبين (الزهرة التي سقطت بجوار النهر). وقد صعد رادين ترينجانا بصفته السلطان. تم تتويج الأخ غير الشقيق لباتى أونوس ترينجانا (1522-1548)، عن طريق سونن جونونجياتي (واحد من والي سونغو)، وأصبح ثالث وأعظم حاكم لديماك. وغزا المقاومة الهندوسية التي تسكن جاوة الوسطى.
بعد اكتشاف أخبار من تحالف بين البرتغال وسوندا، قال أنه أمر بغزو بانتين وسوندا كيلابا موانئ مملكة سوندا في 1527 (تمت إعادة تسمية سوندا كيلابا في وقت لاحق إلى جاكرتا). وأقام على هذه الأراضي سلطنة بانتين كولاية تابعة لحسن الدين ابن جونونجياتي.
وقد قام ترينجانا بنشر نفوذ ديماك في شرقًا وخلال فترة ملكه الثانية، غزا آخر الجاويين دولة الهندوس والبوذيين، وبقايا ماجاباهيت. بدأت ماجاباهيت في الانهيار منذ أواخر القرن الخامس عشر، وكانت في حالة متقدمة من الانهيار في وقت غزو ديماك، ليس ماجاباهيت الحقيقي هو الذي هزم من قبل سلطان ترينجانا منذ أن تم إنشاؤها بواسطة جيريندراواردهانا بعد هزيمة كيرتابومي وهدم ترووالان وتسويتها بالأرض. أخذت أملاك ماجاباهيت لديماك وتم اعتمادها كرموز ديماك الملكية.[بحاجة لمصدر] كان ديماك قادرًا على إخضاع الموانئ الرئيسية الأخرى وامتد نفوذه إلى بعض المناطق الداخلية من جاوة الشرقية التي لا يعتقد أنها كانت قد دخلت الإسلام في ذلك الوقت. على الرغم من أن الأدلة محدودة، فمن المعروف أن غزوات ديماك غطت الكثير من جاوا: توبان، وهو ميناء ماجاباهيت قديم مذكور في المصادر الصينية من القرن الحادي عشر حوالي 1527;
وقد انتهت حملته عندما قتل في باناروكان في جاوة الشرقية عام 1548.

## الانهيار
أثارت وفاة ترينجانا القوي حربًا أهلية على خلافة الملك بين ابن الملك، الأمير براوتو وآريا بينانجسانج نجل الراحل سيكار سيدا ليبين (رادين كيكين). صعد براوتو ابن ترينجانا إلى العرش كسلطان جديد لديماك. ومع ذلك، انتقم آريا بينانجسانج من جيابانج بمساعدة من أستاذه سونان كودوس بإرسال قاتل للقضاء على براوتو باستخدام نفس الخنجر. سعت الشقيقة الصغرى لبراوتو راتو كيالينيامات للانتقام من بينانجسانج حيث قام بينانجسانج أيضًا بقتل زوجها. وقد حثت أخيها غير الشقيق، هاديويجايا (المعروف باسم جوكو تينجكير) ملك بويولالي على قتل آريا بينانجسانج.
وقد واجه آريا بينانجسانج معارضة شديدة من خدمه نظرًا لشخصيته غير المحبوبة، وسرعان ما خلعه تحالف من الخدم بقيادة هاديويجايا ملك بويولالي، قريب الملك ترينجانا. أرسل هاديويجايا ابنه بالتبني وكذلك صهره سوتاويجايا الذي أصبح فيما بعد أول حاكم لسلالة ماتارام لقتل بينانجسانج.
وتبوأ هيداويجايا منصب الملك لكنه نقل أملاك ديماك والتحف المقدسة لباجانج، ثم أنهى تاريخ ديماك عندما أسس مملكته الجديدة: مملكة باجانج التي لم تدم طويلاً.

## الأساطير الجاوية حول ديماك
قدم تاريخ الجاويين أقاويل مختلفة عن الغزوات، لكنها جميعها تصف ديماك على أنه الخليفة المباشر الشرعي لماجاباهيت على الرغم من أنها لا تذكر أنه وقت الغزو النهائي ربما لم يعد ماجاباهيت الحاكم. يصور أول «سلطان» لديماك، رادين باتاه، بأنه نجل آخر ملك لماجاباهيت من قبل أميرة صينية ونُفي من المحكمة قبل ميلاد باتاه.
تؤرخ السجلات بصورة تقليدية سقوط ماجاباهيت بنهاية القرن الرابع عشر الجاويين الميلادي (1400 ساكا أو عام 1478 ميلادي)، وهو الوقت الذي حدثت فيه تغييرات في السلالات أو بلاط الملك. على الرغم من أن هذه الأساطير تشرح القليل عن الأحداث الفعلية، فإنها توضح أن العائلة الحاكمة استمرت في إحياء الإسلام في جاوا.

## وصلات خارجية
- The Demak History نسخة محفوظة 2 مارس 2009 على موقع واي باك مشين.